# Peggy Cummins
Peggy Cummins (n. 18 decembrie 1925, Prestatyn⁠(d), Țara Galilor, Regatul Unit – d. 29 decembrie 2017, Londra, Anglia, Regatul Unit) a fost o actriță britanică de film.

## Filmografie
| An   | Titlu                      | Rol                       | Note |
| ---- | -------------------------- | ------------------------- | --- |
| 1940 | Dr. O'Dowd                 | Pat O'Dowd                | Filmul, în prezent (2019), lipsește din Arhiva Națională Britanică BFI și este listat pe locul 75 în lista celor mai dorite filme pierdute BFI. Nicio secvență a acestui film nu se știe că ar fi supraviețuit, deși BFI se afl în posesia câtorva imagini din platoul de filmare. |
| 1942 | Salute John Citizen        | Julie Bunting             | |
| 1943 | Old Mother Riley Detective | Lily                      | |
| 1944 | English Without Tears      | Bobbie Heseltine          | Lansat în Statele Unite ca Her Man Gilbey |
| 1944 | Welcome, Mr. Washington    | Sarah Willoughby          | Mult timp considerat a fi un film pierdut, a fost găsit în cca. 2015. |
| 1947 | Moss Rose                  | Belle Adair (Rose Lynton) | |
| 1947 | The Late George Apley      | Eleanor 'Ellie' Apley     | |
| 1948 | Escape                     | Dora Winton               | |
| 1948 | Green Grass of Wyoming     | Carey Greenway            | |
| 1949 | That Dangerous Age         | Monica Brooke             | Lansat în Statele Unite ca If This Be Sin |
| 1950 | Gun Crazy                  | Annie Laurie Starr        | Păstrat în Biblioteca Congresului Statelor Unite ale Americii |
| 1950 | My Daughter Joy            | Georgette Constantin      | |
| 1952 | Who Goes There!            | Christine Deed            | Lansat în Statele Unite ca The Passionate Sentry |
| 1953 | Street Corner              | Bridget Foster            | |
| 1953 | Meet Mr. Lucifer           | Kitty Norton              | |
| 1953 | Always a Bride             | Clare Hemsley             | |
| 1954 | The Love Lottery           | Sally                     | |
| 1954 | To Dorothy a Son           | Dorothy Rapallo           | |
| 1956 | The March Hare             | Pat McGuire               | |
| 1957 | Carry on Admiral           | Susan Lashwood            | |
| 1957 | Șoferii iadului            | Lucy                      | |
| 1957 | Night of the Demon         | Joanna Harrington         | |
| 1959 | The Captain's Table        | Mrs Judd                  | |
| 1960 | Your Money or Your Wife    | Gay Butterworth           | |
| 1960 | Dentist in the Chair       | Peggy Travers             | |
| 1961 | In the Doghouse            | Sally Huxley              | |

## Vezi și
- Listă de actori britanici